# Mautern in Steiermark
Mautern in Steiermark là một đô thị thuộc huyện Leoben bang Steiermark, nước Áo. Đô thị Mautern in Steiermark có diện tích 108,57 km², dân số thời điểm cuối năm 2008 là 1957 người.